# Sur Sports Club
El Sur Sports Club (àrab: نادي صور الرياضي, Nādī Ṣūr ar-Riyāḍī, ‘Club Esportiu de Sur’) és un club de futbol omanita de la ciutat de Sur.

## Palmarès
- Lliga omanita de futbol:[3]
  - 1995, 1996
- Copa Sultan Qaboos:[4]
  - 1973, 1992, 2007, 2019
- Oman First Division League:
  - 2010–11